# Robert Koch (siatkarz)
Robert Koch (ur. 17 marca 1976 w Tatabanyi) węgierski siatkarz występujący obecnie we włoskiej Serie A, w drużynie Copra Berni Piacenza. Gra na pozycji rozgrywającego. Wielokrotny reprezentant Węgier.

## Kariera
- 1994–2000 Kaposvar
- 2000–2002 VfB Friedrichshafen
- 2002–2003 Erdemispor
- 2003–2005 VfB Friedrichshafen
- 2005–2006 AoN HotVolleys Wiedeń
- 2006- Copra Berni Piacenza